# The Eras Tour
«The Eras Tour» — шостий концертний тур американської співачки Тейлор Свіфт, який вона описує як музичну подорож через всі свої музичні «епохи». Як вияв вдячності своїм альбомам, Eras Tour став її найбільш масштабним туром, що включає 149 виступів на п'яти континентах. Це другий стадіонний тур Свіфт після Reputation Stadium Tour у 2018 році.
Тур «Eras», який був оголошений після виходу її десятого студійного альбому «Midnights» у 2022 році, розпочався 17 березня 2023 року в Глендейлі, США, і завершився 8 грудня 2024 року в Ванкувері, США. Шоу триває понад трьох годин і включає сет-лист з 44 пісень, які були розділені на 10 окремих актів, що концептуально відображали альбоми.
Цей тур отримав широке визнання від критиків, які відзначили його концепцію, режисуру, естетику і захоплюючу атмосферу, а також високий рівень музичності, вокальні можливості, витривалість та універсальність Тейлор Свіфт.
Тур мав значний культурний, економічний і політичний вплив, який проявився у формі небаченого попиту на квитки, рекордних продажів та нових рекордів зайнятих місць у всьому світі. Це також призвело до технічних труднощів, які вимагали введення цінового регулювання і прийняття законів щодо боротьби зі спекуляцією на продажі квитків. Тур сприяв економічному розвитку, підсилив бізнес і туризм, а також став предметом широкої уваги в новинах і соціальних мережах. Уряди й різноманітні організації виразили свою підтримку та вдячність за внесок туру в культурну і розважальну сфери.
Під час туру Свіфт анонсувала та випустила різні твори, включаючи розширені видання альбому «Midnights», перезаписані версії альбомів «Speak Now» і «1989», а також випустила музичні кліпи на пісні «Karma», «I Can See You», і «Cruel Summer», останню з яких випустили як сингл. Також були анонсовані окремі видання її нового альбому «The Tortured Poets Department»
Прем'єра супровідного концертного фільму «Taylor Swift: The Eras Tour» відбулася13 жовтня 2023 року.

## Попередні заходи

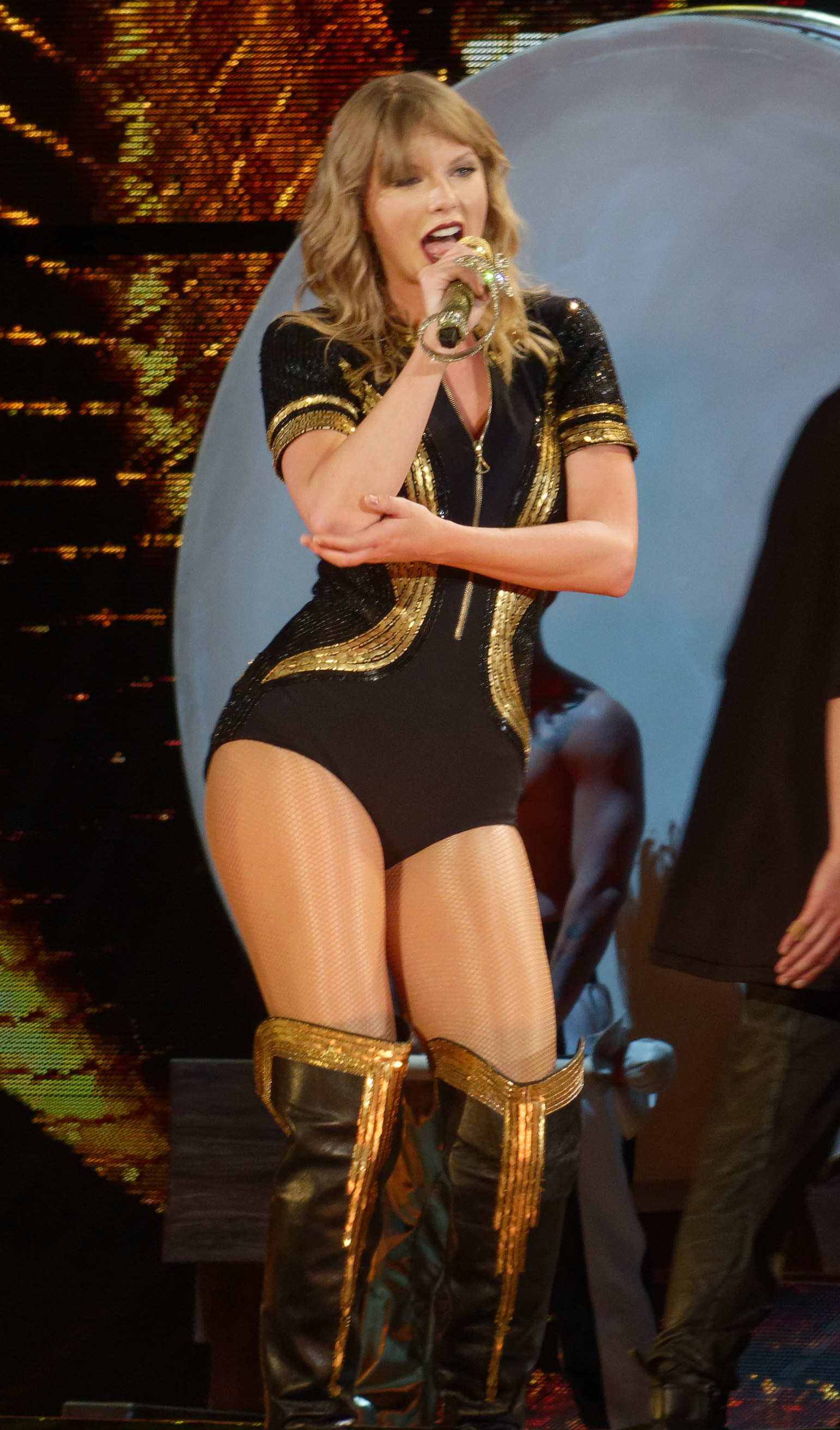
Тейлор Свіфт в турі «Reputation Stadium Tour» 2018 року відзначилася як артистка, що провела найбільш успішний північноамериканський концертний тур за показниками касових зборів.

У 2018 році Тейлор Свіфт відправилася в тур «Reputation Stadium Tour», який був її п'ятим концертним туром і підтримував її шостий студійний альбом «Reputation» (2017). Цей тур встановив рекорд за касовими зборами в США і став одним із найуспішніших у її кар'єрі.
Згодом, у 2020 році, на фоні пандемії COVID-19, Тейлор Свіфт була змушена скасувати свій шостий тур «Lover Fest», який мав підтримати її сьомий студійний альбом «Lover» (2019).
Після цього вона випустила три нові студійні альбоми: «Folklore» (2020), «Evermore» (2020) і «Midnights» (2022), а також два перезаписаних альбоми, «Fearless» і «Red» у 2021 році.

### США дати
Під час реклами альбому «Midnights» в жовтні 2022 року на таких популярних ток-шоу, як «The Tonight Show Starring Jimmy Fallon» і «The Graham Norton Show», Тейлор Свіфт натякнула на майбутній концертний тур.
1 листопада вона офіційно оголосила свій шостий концертний тур під назвою «Eras Tour» в програмі «Good Morning America» та через свої облікові записи в соціальних мережах. Вона описала цей тур як «подорож крізь музичні епохи [її] кар'єри».
Вперше було оголошено про 27 концертів у 20 містах США, починаючи з березня 2023 року в Глендейлі, штат Аризона, і закінчуючи серпнем 2023 року в Інглвуді, штат Каліфорнія.
На розіграші виступали такі артисти, як Paramore, Haim, Фібі Бріджерс, Beabadoobee, Girl in Red, Muna, Gayle, Gracie Abrams і Owenn (з'явився в кліпі на пісню «Lover», танцор в «1989 World Tour» та «Reputation Staium Tour»). У кожного з них була спільна дата в рамках туру.
Компанія Messina Touring Group, у співпраці з Anschutz Entertainment Group (AEG), виступила промоутером цього туру.
Широкий попит змусив Тейлор Свіфт додати вісім додаткових концертів у деяких містах США 4 листопада та ще 17 наступного тижня, що зробило тур «Eras Tour» наймасштабнішим в США в її кар'єрі зі загальною кількістю 52 концертів, що перевищило попередній тур «Reputation Stadium Tour» (38 концертів). Billboard описав анонс туру як «найбільш хаотичний анонс туру десятиліття».
Серед потенційних партнерів туру була згадана компанія з обміну криптовалюти FTX, хоча компанія згодом збанкрутіла. Також велися переговори про можливу спонсорську угоду на суму 100 мільйонів доларів США, але вона не відбулася.
У січні 31-го числа сувеніри туру, натхнені всіма десятьма альбомними «ерами» Тейлор Свіфт, стали доступними для покупки на її вебсайті.
3 серпня Тейлор Свіфт оголосила про другий етап туру в США, який включав ще три міста у жовтні та листопаді 2024 року, де Ґрейсі Абрамс виступала запрошеною артисткою.

### Міжнародні дати
З червня по серпень 2023 року до туру були додані нові концерти, що позначилося на збільшенні кількості концертів у різних регіонах:
- Кількість шоу в Сінгапурі зросла до шести.
- У Європі було додано вісім нових концертів.
- Було оголошено про два додаткових шоу для Австралії.
- Додано ще 14 європейських концертів, де Paramore було оголошено запрошеним артистом.
- В Торонто, Канада, було оголошено шість нових шоу, з Ґрейсі Абрамс як запрошеним артистом.

### США та Канада
Продаж квитків на перший етап туру в США був запланований на 18 листопада 2022 року. Завдяки тривалому партнерству Тейлор Свіфт із Capital One, власники їх кредитних карток мали доступ до передпродажу, який мав розпочатися 15 листопада. Шанувальники мали можливість зареєструватися в програмі Ticketmaster Verified Fan з 1 по 9 листопада, щоб отримати код попереднього продажу, який надавав ексклюзивний доступ до попереднього продажу квитків на концерти TaylorSwiftTix, який відбувся 15 листопада. Ті, хто здійснював покупки на вебсайті Тейлор Свіфт, отримували «підсилення», а власники квитків на попередній фестиваль «Lover Fest» також отримали привілейований доступ до попереднього продажу, якщо вони зареєструвалися за допомогою того ж облікового запису Ticketmaster.
Тейлор Свіфт попередньо підтвердила ціни на квитки, відмовившись від «платинового квитка». Ціни на квитки коливалися від 49 доларів США, а VIP-пакети обходилися від 199 до 899 доларів США. Також було сказано, що якщо попит на програму «перевищить пропозицію», то «перевірені шанувальники можуть бути випадково обрані для участі в передпродажу». Пізніше було оголошено, що отримано рекордні 3,5 мільйона підтверджених реєстрацій шанувальників для Eras Tour. Напередодні передпродажу другого етапу, 11 серпня, Ticketmaster підрахував, що 14 мільйонів користувачів змагалися за приблизно 625 000 квитків.

### Латинська Америка
Квитки в Латинській Америці стали доступні для покупки на початку червня 2023 року. Клієнтам Banco Patagonia в Аргентині було надано доступ до попереднього продажу 5 червня.
Повідомляється, що понад один мільйон клієнтів встали в чергу за 24 000 доступними квитками на попередньому продажу для концерту в Буенос-Айресі, а під час загального продажу понад три мільйони людей взяли участь в придбанні квитків.
DF Entertainment була партнером Тейлор Свіфт у просуванні туру в Аргентині, і генеральний директор компанії, Дієго Фінкельштейн, охарактеризував попит як «безпрецедентний». На основі цього видання Perfil висловило думку, що Свіфт могла б заповнити стадіони 36 разів, якби вона цього захотіла.

### Азійсько-Тихоокеанський регіон
В Австралії квитки можна було купувати виключно через Ticketek. Згідно з Guardian Australia, попит на австралійську частину туру був надзвичайно високим. Протягом 12 годин понад мільйон людей зареєструвалися на передпродажі, щоб отримати доступ до кодів. Власники карток American Express мали можливість придбати VIP-пакети з 26 по 28 червня. Однак, через пів години роботи вебсайту, всі VIP-пакети на 26 червня були розпродані.
28 червня учасники, які були зареєстровані в Frontier Touring Company, отримали можливість придбати квитки під час передпродажу, на який було зареєстровано понад чотири мільйони користувачів, встановивши національний рекорд. Квитки були розпродані всього за три години. Ticketek також повідомив, що вдалося позбутися понад 500 мільйонів спроб покупки квитків ботами під час передпродажу. Публічний продаж розпочався 30 червня, і всі квитки були розпродані в той же день.
Для показів у Сінгапурі власники карток United Overseas Bank (UOB) у Сінгапурі, Малайзії, Таїланді, Індонезії та В'єтнамі мали можливість отримати доступ до передпродажу 5 липня 2023 року, разом з понад мільйоном користувачів, які стояли у віртуальній черзі. По данним Straits Times, шанувальники Тейлор Свіфт у Сінгапурі та інших країнах Південно-Східної Азії активно збиралися, щоб мати можливість придбати квитки через картки UOB.
При настанні загального продажу 7 липня понад 22 мільйони користувачів зареєструвалися для доступу до 330 000 доступних квитків. Цей продаж відбувався як віртуально, так і через поштові відділення Сінгапуру, і навіть при збоях на вебсайті квитки були розпродані миттєво.
Офіційний партнер етапу в Сінгапурі, Klook, продавав туристичні пакети, які включали квитки. Десятки філіппінських прихильників швидко викуповували ці пакети. Крім того, Marina Bay Sands пропонувала квитки разом із проживанням у готелі та іншими враженнями.

### Європа
Квитки на шоу в Лісабоні були доступні для придбання 12 і 27 липня 2023 року через платформу See Tickets. Користувачам, які зареєструвалися, були надіслані коди доступу поштою, і кожен користувач міг придбати не більше ніж чотири квитки на один код. Стандартні квитки на обидва шоу були розпродані всього за 2,5 години.
В Німеччині тривала черга з трьох мільйонів людей, які прагнули придбати квитки, та ще 600 000 користувачів зареєструвалися для варшавських шоу. Усі 170 000 квитків на три вистави в Відні були розпродані впродовж перших годин, що стало найбільшим і найшвидшим продажем квитків в Австрії. Квитки в Цюриху були розкуплені всього за 30 хвилин.
У Франції станція TF1 повідомила про найвищий попит на квитки в історії попереднього продажу. Анджело Гопі, голова Live Nation France, зауважив, що попит був настільки великий, що багато людей опинилися у віртуальній черзі лише для реєстрації у списку розсилки, який, можливо, даватиме можливість отримати доступ до квиткової каси.
Він сказав: «На скільки я пам'ятаю, ми ніколи не бачили чогось подібного в Франції.»
Паризький попередній продаж розпочався 11 червня 2023 року для понад мільйона користувачів, які стояли у черзі. Ticketmaster припинив попередні продажі в Парижі та Ліоні всього через годину після повідомлень про збої в системі входу. Дати продажу були перенесені на 17-21 липня.
У Великій Британії продажем квитків займалися Ticketmaster і AXS. Ті, хто заздалегідь замовили квитки на «Midnights», отримали можливість придбати їх під час попереднього продажу з 10 по 12 липня. Представники лондонського стадіону «Уемблі» описали попит на квитки як «безпрецедентний» і зауважили, що час очікування був «довший, ніж зазвичай».
Квитки на «Принсіпаліті Стедіум» у Кардіффі були попередньо розпродані 14 липня. Крім збоїв на вебсайті, Forbes повідомив про широкомасштабне крадіжку квитків на тур у Великій Британії, які негайно повторно розміщувалися на сайтах, таких як StubHub і Viagogo, за високими цінами. Viagogo відзначив, що попит на європейську частину туру був безпрецедентним «з часів Бітлз».
Загальний розпродаж квитків у Великобританії відбувся з 17 по 19 липня. В Ірландії на шоу в Дубліні зареєструвалося близько 500 000 людей. Через збої на вебсайті під час продажів у Великій Британії Ticketmaster оголосив про перенесений час продажу в Дубліні на 20 липня 2023 року, і квитки були розпродані за декілька хвилин. Irish Times відзначив, що, на відміну від Великої Британії, в Ірландії практика перепродажу квитків вище номінальної вартості стала незаконною з 2021 року, тому про скальпування не повідомлялося.

### Сцена та освітлення
Постановка туру Eras Tour вражає своєю величчю і містить в собі цифрові дисплеї. Вона складається з трьох окремих сцен, які з'єднані широкою рампою: головна сцена із великим кривим широким екраном, ромбічна середня платформа та прямокутна сцена, яка разом із пандусом утворює Т-подібну форму на підлозі. Кожна з цих сцен має різні візуальні ефекти та спеціальні ефекти, які використовуються протягом усього шоу.
Концепція туру сфокусована на ідеї світобудування і використовує різноманітний реквізит та стилі виконання, щоб передати різні настрої та естетику альбомів Свіфт.

### Стиль
Гардероб Тейлор Свіфт під час туру Eras Tour отримав значну увагу в ЗМІ.
Її костюми й костюми для танцюристів, які супроводжували її, а також мікрофони й гітари, відзеркалювали її 10 альбомів. Вони були надхнені попередніми виставами, музичними відео та публічними виступами, щоб відтворити головні теми та естетику кожної епохи, на яку посилається Свіфт у своєму виконанні. Це дозволило їй демонструвати різноманітну звукову та візуальну естетику, яку вона впроваджувала протягом своєї кар'єри.
Кристали були обов'язковим елементом модного вибору. Вони прикрашали костюми кожного виконавця на сцені.
Одяг та аксесуари для туру Eras Tour в основному виготовлялися на замовлення видатними модними будинками, з якими раніше співпрацювала Тейлор Свіфт, включаючи Atelier Versace, Roberto Cavalli, Etro, Nicole + Felicia Couture, Zuhair Murad, Elie Saab, Ashish, Alberta Ferretti, Jessica Jones і Oscar de la Renta. Тейлор Свіфт представляла різні варіації деяких костюмів під час різних вистав туру, часто поєднуючи їх з туфлями від Christian Louboutin. Окремо варто відзначити чорну федору, що була створена для пісні «22» дизайнером Гледіс Тамез.
Фаусто Пуглісі, дизайнер від Roberto Cavalli, підкреслив свій «ремісничий підхід до мистецтва» у створенні костюмів для Тейлор Свіфт і підкреслив, що «все повинно привертати увагу» під час дизайну для концертів. Він використовував кристали Swarovski для прикраси костюмів, які Свіфт носила під час виступів Fearless, 1989 і Reputation. Цей процес вимагав понад 170 годин ручної роботи вправних майстрів. Для балетної сукні з тюлю з блискітками, яку Мурад створив для виступу Speak Now, було витрачено понад 350 годин ручної роботи в ательє. Альберта Ферретті використовувала шифон і мікробісер для створення суконь у фольклорному стилі, а боді з бахромою від Oscar de la Renta, яке вона носила під час виступів пісні "Midnights, " було ручно прикрашено понад 5300 намистинами та кристалами.

## Фільм
31 серпня 2023 року Тейлор Свіфт оголосила про випуск концертного фільму під назвою «Taylor Swift: The Eras Tour», режисером якого є Сем Вренч. Фільм був знятий на стадіоні SoFi в Лос-Анджелесі й запланований для виходу в кінотеатрах по всьому світу 13 жовтня 2023 року. Цей фільм надасть можливість шанувальникам пережити виступи туру та візуальні ефекти на великому екрані.

## Вплив
«Тейлор Свіфт продовжує будувати свою легенду туру Eras Tour, тиждень за тижнем, місто за містом, роблячи кожен вечір набагато довшим, диким, гучнішим і радіснішим, ніж можна собі уявити. Немає нічого подібного в історії, що можна було б порівняти з цим. Це найкраще з найкращих. Це подорож у світ її минулого, де вирушають всі Тейлори, котрими колись була, а це означає всі Тейлори, котрими колись був ти.»
Роб Шеффілд, Rolling Stone 
Тур Eras Tour справді сильно вплинув на музичну індустрію, розважальну галузь та інше. Його розглядали як одне з найвидатніших культурних явищ 21 століття, і він викликав рівень зацікавленості, який можна порівняти з бітломанією 1960-х років. Тур покращив економічну ситуацію у містах, допоміг підтримці місцевого бізнесу і туризму, залучив великі аудиторії за межами стадіонів, здобував популярність у новинах і соціальних мережах, надихав уряди та організації на вшанування, а також сприяв збільшенню популярності її музичної дискографії. Критики часто описували Eras Tour як подію, яка стала частиною монокультури та показала вплив Свіфт на масову культуру.

## Список пісень
Ось сет-лист з концерту від 17 березня 2023 року в Глендейлі.

Зверніть увагу, що сет-лист може змінюватися на різних виступах туру, але цей перелік пісень може дати вам уявлення про те, що виконувалося:
| Act I — Lover 1. «Miss Americana & the Heartbreak Prince» 2. «Cruel Summer» 3. «The Man» 4. «You Need to Calm Down» 5. «Lover» 6. «The Archer» Act II — Fearless 1. «Fearless» 2. «You Belong with Me» 3. «Love Story» Act III — Evermore 1. «'Tis the Damn Season» 2. «Willow» 3. «Marjorie» 4. «Champagne Problems» 5. «Tolerate It» | Act IV — Reputation 1. «...Ready for It?» 2. «Delicate» 3. «Don't Blame Me» 4. «Look What You Made Me Do» Act V — Speak Now 1. «Enchanted» Act VI — Red 1. «22» 2. «We Are Never Ever Getting Back Together» 3. «I Knew You Were Trouble» 4. «All Too Well (10 Minute Version)» Act VII — Folklore 1. «Seven» (spoken interlude) / «Invisible String» 2. «Betty» 3. «The Last Great American Dynasty» 4. «August» 5. «Illicit Affairs» 6. «My Tears Ricochet» 7. «Cardigan» | Act VIII — 1989 1. «Style» 2. «Blank Space» 3. «Shake It Off» 4. «Wildest Dreams» 5. «Bad Blood» Act IX — Acoustic set 1. Guitar surprise song 2. Piano surprise song Act X — Midnights 1. «Lavender Haze» 2. «Anti-Hero» 3. «Midnight Rain» 4. «Vigilante Shit» 5. «Bejeweled» 6. «Mastermind» 7. «Karma» |